# Copertino rosato
Il Copertino rosato è un vino DOC la cui produzione è consentita nella provincia di Lecce.

## Caratteristiche organolettiche
- colore: rosa salmone tendente qualche volta al cerasuolo tenue.
- odore: leggermente vinoso, distinto e giustamente persistente.
- sapore: asciutto, senza asperità, con fondo erbaceo unito ad un retrogusto amarognolo.

## Produzione
Provincia, stagione, volume in ettolitri
- Lecce  (1990/91)  133,0
- Lecce  (1991/92)  208,29
- Lecce  (1992/93)  955,2
- Lecce  (1993/94)  198,6
- Lecce  (1994/95)  271,33